# Moosbach (Bawaria)
Moosbach – gmina targowa w Niemczech, w kraju związkowym Bawaria, w rejencji Górny Palatynat, w regionie Oberpfalz-Nord, w powiecie Neustadt an der Waldnaab. Leży w Lesie Czeskim, około 23 km na południowy wschód od Neustadt an der Waldnaab, przy autostradzie A6.
1 sierpnia 2013 do gminy przyłączono 0,64 km² pochodzące z dzień wcześniej rozwiązanego obszaru wolnego administracyjnie Michlbach. W tym samym również dniu do miasta Vohenstrauß włączono 0,06 km² z terenu gminy.

## Demografia
| Rok  | Liczba mieszk. |
| ---- | -------------- |
| 1970 | 2641           |
| 1987 | 2639           |
| 2000 | 2678           |

## Oświata
(na 1999)

W gminie znajduje się 75 miejsc przedszkolnych (80 dzieci) oraz szkoła podstawowa (10 nauczycieli, 198 uczniów).